# Cryptoscenea hoelzeli
Cryptoscenea hoelzeli är en insektsart som beskrevs av György Sziráki 1997. Cryptoscenea hoelzeli ingår i släktet Cryptoscenea och familjen vaxsländor. Inga underarter finns listade i Catalogue of Life.